# Stelling van Arzelà-Ascoli
In de functionaalanalyse, een deelgebied van de wiskunde, geeft de stelling van Arzelà-Ascoli noodzakelijke en voldoende voorwaarden om te beslissen of een rij van reëelwaardige functies, die continu zijn, op een interval dat gesloten en begrensd is, een deelrij heeft, die uniform convergent is. De belangrijkste voorwaarde is de equicontinuïteit van de rij van functies. De stelling is een fundamenteel resultaat in de wiskunde. In het bijzonder vormt het de basis voor het bewijs van de existentiestelling van Peano in de theorie van de gewone differentiaalvergelijkingen en de stelling van Montel in de functietheorie. De stelling speelt ook een beslissende rol in het bewijs van de stelling van Peter-Weyl. 
Het begrip equicontinuïteit werd ongeveer rond dezelfde tijd door Giulio Ascoli (1883-1884) en Cesare Arzelà (1882-1883) geïntroduceerd. Een zwakke vorm van de stelling werd bewezen door Ascoli (1883-1884), die de voldoende voorwaarde voor compactheid vaststelde, en door Arzelà (1895), die de noodzakelijke voorwaarden voor de stelling vaststelde en die als eerste een duidelijke presentatie van het resultaat gaf. Een nog algemenere van de stelling werd in 1906 bewezen door Maurice Fréchet voor een ruimte, waarin de notie van een limiet zinvol is, zoals een metrische ruimte of een Hausdorff-ruimte. Moderne formuleringen van de stelling staan toe dat het domein en het bereik compacte metrische ruimten zijn. De meest algemene formulering van de stelling geeft noodzakelijke en voldoende voorwaarden dat een familie van functies van een compacte Hausdorff-ruimte naar een uniforme ruimte compact is in de topologie van uniforme convergentie.

## Definitie
Een rij {\displaystyle (f_{n})_{n\in \mathbb {N} }} van continue functies op een interval {\displaystyle [a,b]} is op uniforme wijze begrensd als er een getal {\displaystyle M} bestaat zodanig, dat
{\displaystyle |f_{n}(x)|\leq M}
voor elke functie {\displaystyle f_{n}} uit de rij, en alle {\displaystyle x\in [a,b]}. 
De rij heet uniform equicontinu, indien voor elke {\displaystyle \varepsilon >0} er een {\displaystyle \delta >0} bestaat zodanig dat
{\displaystyle |f_{n}(x)-f_{n}(y)|<\varepsilon }, als {\displaystyle |x-y|<\delta }
voor elke {\displaystyle f_{n}} die tot de rij behoort. Beknopt geformuleerd is een rij dan en slechts dan uniform equicontinu, als alle elementen 'dezelfde' modulus van continuïteit hebben. 
De stelling kan het eenvoudigst als volgt worden geformuleerd:
Beschouw een rij van reëelwaardige continue functies {\displaystyle (f_{n})_{n\in \mathbb {N} }} die op een gesloten en begrensd interval {\displaystyle [a,b]} zijn gedefinieerd van de reële lijn. Als deze rij uniform begrensd en equicontinu is, bestaat er een deelrij {\displaystyle (f_{n_{k}})} die uniform convergeert.